# 1054 Форзиція
1054 Форзиція (1054 Forsytia) — астероїд головного поясу, відкритий 20 листопада 1925 року.
Тіссеранів параметр щодо Юпітера — 3,239.